# Тарасовка (Дюртюлинський район)
Тара́совка (рос. Тарасовка, башк. Тарасовка) — присілок у складі Дюртюлинського району Башкортостану, Росія. Входить до складу Ангасяківської сільської ради.
Населення — 55 осіб (2010; 87 у 2002).
Національний склад:
- росіяни — 78 %